# Sân vận động World Cup Jeonju
Sân vận động World Cup Jeonju là một sân vận động bóng đá ở thành phố Jeonju của Hàn Quốc. Đây là sân nhà của câu lạc bộ bóng đá Jeonbuk Hyundai Motors. Sân vận động có sức chứa 42.477 chỗ ngồi. Trận chung kết AFC Champions League 2011 được tổ chức tại sân vận động này.

## Lịch sử
Sân vận động World Cup Jeonju được xây dựng để tổ chức Giải vô địch bóng đá thế giới 2002, giải đấu được tổ chức tại Hàn Quốc và Nhật Bản. Công việc xây dựng sân vận động được bắt đầu vào ngày 19 tháng 2 năm 1999. Sân chính thức được khánh thành hai năm sau đó, vào ngày 8 tháng 11 năm 2001 bởi Tổng thống Hàn Quốc lúc đó là Kim Dae-jung.

### Giải vô địch bóng đá thế giới 2002
Sân vận động World Cup Jeonju đã tổ chức ba trận đấu của Giải vô địch bóng đá thế giới 2002, bao gồm hai trận đấu vòng bảng và một trận đấu vòng 16 đội.
| Ngày                | Đội #1      | Kết quả | Đội #2   | Vòng        |
| ------------------- | ----------- | ------- | -------- | ----------- |
| 7 tháng 6 năm 2002  | Tây Ban Nha | 3–1     | Paraguay | Bảng B      |
| 10 tháng 6 năm 2002 | Bồ Đào Nha  | 4–0     | Ba Lan   | Bảng D      |
| 17 tháng 6 năm 2002 | México      | 0–2     | Hoa Kỳ   | Vòng 16 đội |

## Hình ảnh

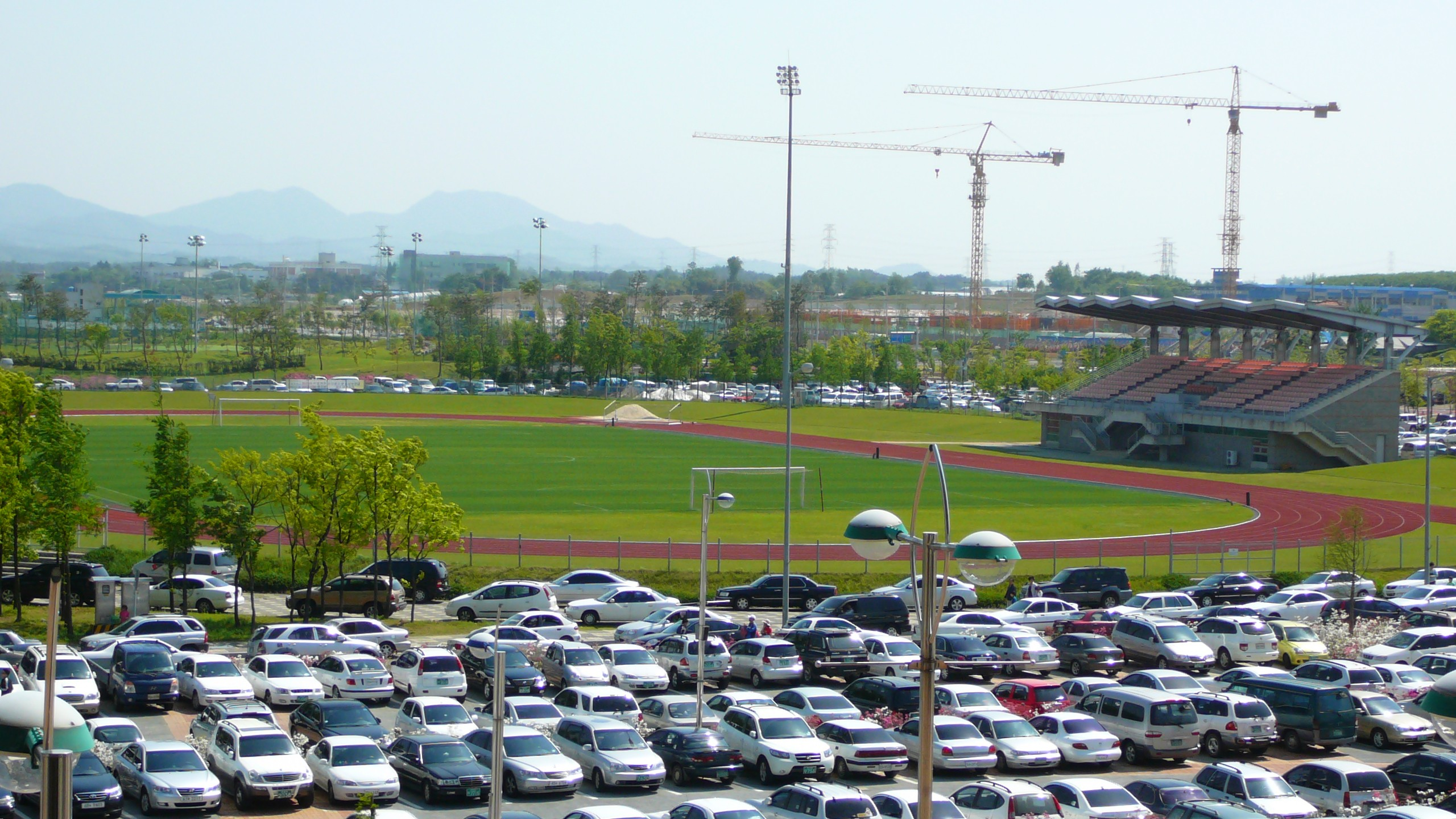
Sân vận động phụ
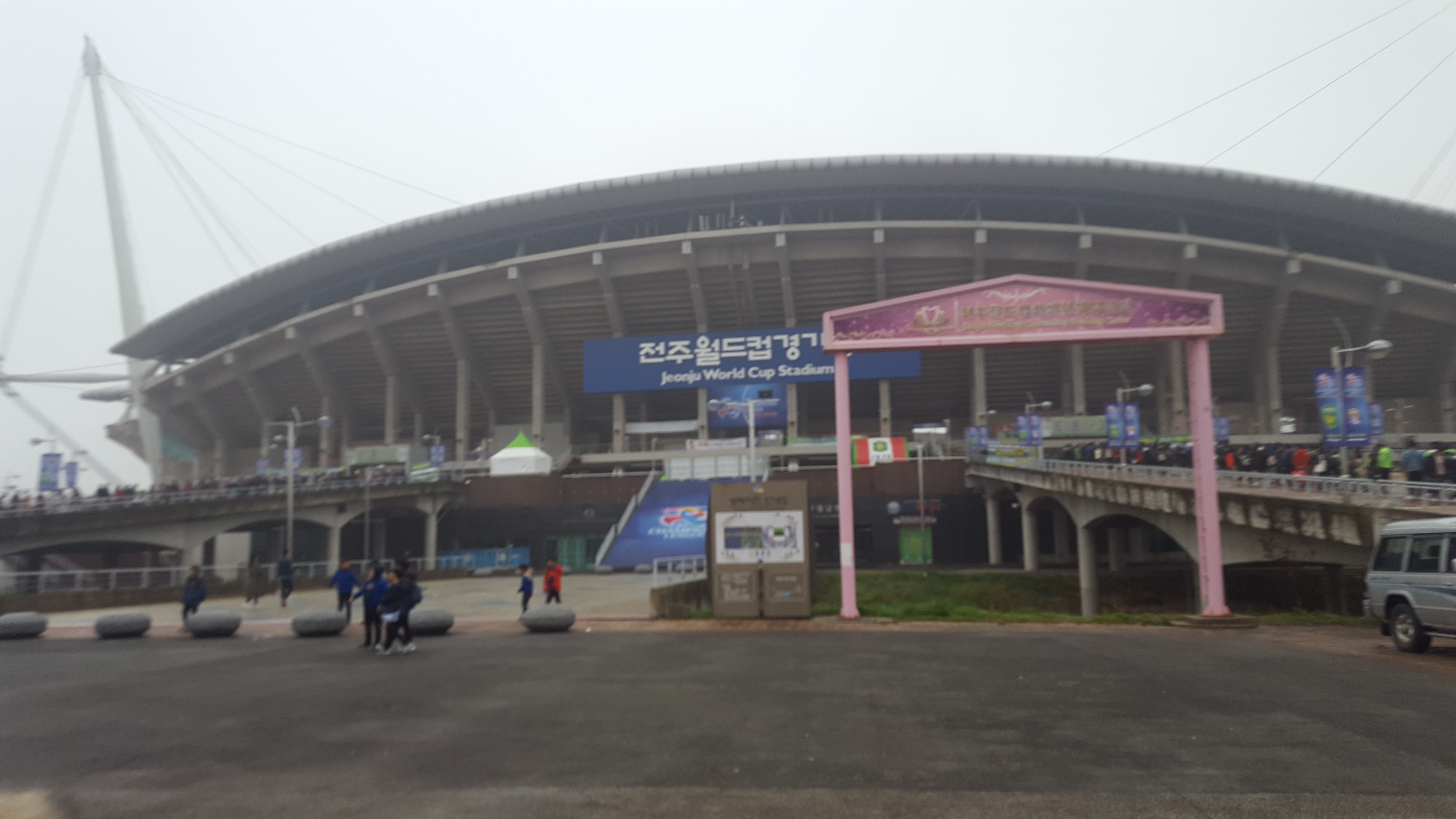
Bên ngoài sân vận động vào năm 2016
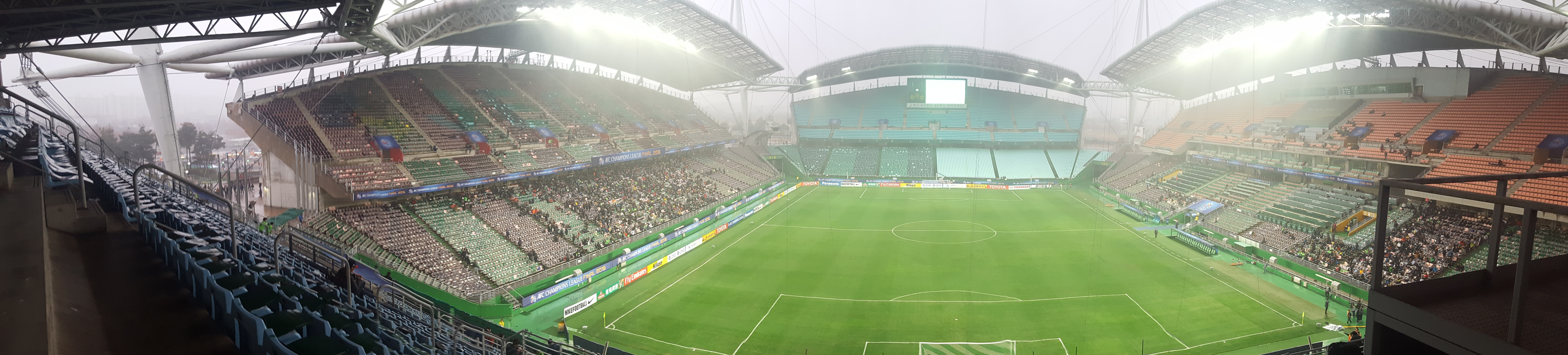
Bên trong sân vận động vào năm 2016